# 豆沙绿
豆沙绿，是指一种类似豆沙的颜色色调。因其颜色观感柔和，故有网友称在电脑上阅读时采用此颜色为背景有利于保护视力（相较于白色等亮度、刺激性较高的颜色）。但此说法并未得到任何科学证实。
豆沙绿的色调为：85 饱和度：123 亮度：205